# Biały Bór (gromada)
Biały Bór (planowana lecz nie wdrożona nazwa: Brzeźnica) – dawna gromada, czyli najmniejsza jednostka podziału terytorialnego Polskiej Rzeczypospolitej Ludowej w latach 1954–1972.
Gromady, z gromadzkimi radami narodowymi (GRN) jako organami władzy najniższego stopnia na wsi, funkcjonowały od reformy reorganizującej administrację wiejską przeprowadzonej jesienią 1954 do momentu ich zniesienia z dniem 1 stycznia 1973, tym samym wypierając organizację gminną w latach 1954–1972.
Gromadę Biały Bór z siedzibą GRN w mieście Białym Borze (nie wchodzącym w jej skład) utworzono – jako jedną z 8759 gromad na obszarze Polski – w powiecie człuchowskim w woj. koszalińskim na mocy uchwały nr 43/54 WRN w Koszalinie z dnia 5 października 1954. W skład jednostki weszły obszary dotychczasowych gromad Brzeźnica, Grabowo i Kaliska ze zniesionej gminy Brzezie w tymże powiecie. Dla gromady ustalono 9 członków gromadzkiej rady narodowej. Gromada powstała w miejsce planowanej gromady Brzeźnica z siedzibą w Białym Borze (nie w Brzeźnicy).
1 stycznia 1958 gromadę Biały Bór włączono do powiatu miasteckiego w tymże województwie, gdzie włączono do niej obszary zniesionych gromad Sępolno Wielkie (oprócz wsi Kołtki) i Kazimierz (oprócz wsi Stępień i Drężno) w tymże powiecie.
31 grudnia 1959 do gromady Biały Bór włączono wieś Kołtki ze zniesionej gromady Miłocice w tymże powiecie.
1 stycznia 1972 do gromady Biały Bór włączono grunty o powierzchni 4860 ha z miasta Biały Bór w tymże powiecie (m.in. Białka, Biały Dwór, Dalkowo, Linowo, Kamienna).
Gromada przetrwała do końca 1972 roku, czyli do kolejnej reformy gminnej. 1 stycznia 1973 w powiecie miasteckim utworzono gminę Biały Bór (od 1999 gmina Biały Bór znajduje się  w powiecie szczecineckim  – w woj. zachodniopomorskim).